# Christopher McKay
Christopher P. McKay és un científic planetari del Centre d'Investigació Ames de la NASA i s'ha dedicat a l'estudi de les atmosferes planetàries, l'astrobiologia i la terraformació. McKay es va graduar en física a la Florida Atlantic University, on també va estudiar enginyeria mecànica (es va graduar el 1975), i va rebre el seu PhD de astrogeofísica a la Universitat de Colorado el 1982.

## Carrera
McKay ha fet investigació sobre les atmosferes planetàries, especialment les atmosferes de Tità i Mart, i sobre l'origen i evolució de la vida.
És coinvestigador al mòdul de descens Huygens, al mòdul d'aterratge Mars Phoenix, i al Laboratori Mars Science. També va realitzar investigació de camp sobre els extremòfils, en llocs com Death Valley, el desert d'Atacama, l'Illa Axel Heiberg i els llacs coberts de gel a l'Antàrtida. McKay és el principal investigador de la missió d'astrobiologia al planeta Mart Icebreaker Life.
És membre de la junta de directors de The Planetary Society, i també treballa amb la Mars Society, i ha escrit i parlat sobre l'exploració de l'espai i la terraformació. També és assessor de Microbes Mind Forum.

## Ètica de la terraformació
McKay defensa una posició moderadament biocèntrica en l'ètica de la terraformació, argumentant que hem d'explorar abans a fons un planeta com Mart per descobrir si hi ha alguna vida microbiana abans de donar els primers passos cap a la terraformació i que si la vida alienígena indígena es troba en un nucli fosc o latent a Mart, hem d'eliminar tota la vida terrestre i alterar Mart per donar suport a la difusió mundial d'aquesta vida alienígena a Mart. Ha mantingut una sèrie de debats públics amb Robert Zubrin, que advoca per una posició moderadament antropocèntrica sobre l'ètica de la terraformació.